# Xã Simpson, Quận Grant, Arkansas
Xã Simpson (tiếng Anh: Simpson Township) là một xã thuộc quận Grant, tiểu bang Arkansas, Hoa Kỳ. Năm 2010, dân số của xã này là 2.012 người.